# Benedikt Hoffmann
Benedikt „Bene“ Hoffmann (* 9. März 1985 in Recklinghausen) ist ein deutscher Berg-, Langstrecken- und Ultramarathonläufer, der auch im Triathlon aktiv war.

## Leben
Benedikt Hoffmann wuchs in Recklinghausen auf und begleitete schon als Achtjähriger seinen Vater bei 5-km-Läufen. Als Jugendlicher spielte er zudem Fußball und lief an trainingsfreien Tagen weiterhin. Nach dem Abitur 2004 folgte zunächst ein Studium der Forstwirtschaft. Ab 2006 studierte er an der Albert-Ludwigs-Universität Freiburg Biologie, Geographie und Chemie auf Lehramt. Von 2014 bis 2017 war er Lehrer am beruflichen Gymnasium in Titisee-Neustadt; seit September 2017 unterrichtet er am beruflichen Gymnasium in Tuttlingen. Benedikt Hoffmann wohnt in Stockach.
Im Alter von 17 Jahren begann Benedikt Hoffmann mit dem Triathlon-Sport und war insgesamt acht Jahre lang als Triathlet aktiv.
So wurde er 2007 Zweiter beim Rad-Lauf-Wettbewerb „König der Berge“ in Kirchzarten und 2008 Zweiter beim Freiburger Triathlon über die olympische Distanz (1 km Schwimmen, 40 km Radfahren und 10 km Laufen). 2010 startete er in Wiesbaden bei den Europameisterschaften auf der Mitteldistanz und wurde Dritter der Altersklasse 25–29.
Im Alter von 28 Jahren konzentrierte er sich auf den Laufsport und legte den Schwerpunkt auf Bergläufe und den Marathonlauf. Zu seinen Vorbildern zählt er den ehemaligen japanischen Marathon- und Ultramarathonläufer Takahiro Sunada.
Die ersten Podestplätze bei deutschen Meisterschaften erlief sich Benedikt Hoffmann im Oktober 2012, als er an zwei aufeinanderfolgenden Wochenenden zunächst bei den Deutschen Berglauf-Meisterschaften beim Brandenkopf-Berglauf in Zell am Harmersbach Silber holte und eine Woche darauf Bronze bei den Deutschen Marathon-Meisterschaften im Rahmen des München-Marathons.
Benedikt Hoffmann wurde in die deutsche Berglauf-Nationalmannschaft berufen und belegte 2013 bei den Berglauf-Europameisterschaften in Borowez (BGR) als bester Deutscher den zwölften Platz. Ebenfalls 2013 gewann er mit dem zehnten Platz beim Hochfellnberglauf in Bergen mit Bronze seine nächste DM-Medaille im Berglauf.
2014 und 2015 lief Benedikt Hoffmann bei den nationalen Berglauf- und Marathon-Meisterschaften jeweils in die Top Sieben. Er wurde für die Berglauf-Weltmeisterschaften 2014 in Massa (ITA) nominiert, wo er einen 44. Platz erreichte, und für die Berglauf-Europameisterschaften 2015 in Porto Moniz (PRT) auf Madeira, die er mit einem 35. Platz beendete. Anschließend erweiterte Benedikt Hoffmann sein Wettkampf-Repertoire um den Ultramarathon. Mit einem Sieg und Streckenrekord beim 50-km-Ultramarathon Rodgau startete er in das Jahr 2016, das zu seinem bisher erfolgreichsten wurde.
Ein fünfter Platz im Einzel und ein dritter Platz mit der Mannschaft (Lukas Naegele 8. Platz; Thomas Kühlmann 21. Platz) bei den Berglauf-Weltmeisterschaften über die Langdistanz 2016 in Podbrdo, Gemeinde Tolmin (SVN), ein dritter Platz bei den in den Tegelberglauf integrierten Deutschen Berglauf-Meisterschaften in Schwangau, ein 43. Platz bei den Berglauf-Weltmeisterschaften in Saparewa Banja (BGR), ein fünfter Platz bei den Deutschen Marathon-Meisterschaften im Rahmen des Frankfurt-Marathons und ein achter Platz bei den 50-km-Straßenlauf-Weltmeisterschaften 2016 in Doha (QAT) waren die Bilanz.
Auch 2017 begann mit einem Sieg im 50-km-Straßenlauf, beim Marburger Lahntallauf gewann Benedikt Hoffmann mit persönlicher Bestzeit und zwölftschnellster 50-km-Zeit 2017 weltweit. Im Sommer ging er im zweiwöchigen Abstand erst bei den Deutschen Berglauf-Meisterschaften in Bayerisch Eisenstein an den Start, wo er zum zweiten Mal nach 2012 DM-Berglauf-Silber holte, dann bei den Deutschen Meisterschaften im 100-km-Straßenlauf in Berlin, gekrönt durch seine erste DM-Goldmedaille und neuntschnellster 100-km-Zeit weltweit 2017. Anschließend folgten die Berglauf-Europameisterschaften in Kamnik (SVN) mit einem 31. Platz.
Die Teilnahme an beiden Meisterschaften innerhalb kurzer Zeit ohne ausreichende Regeneration blieben nicht ohne Kritik, etwa vom Deutschen Leichtathletik-Verband (DLV).
Besser als die Berglauf-EM lief die Teilnahme am schweizerischen Jungfrau-Marathon mit einem sechsten Platz. Wie im Vorjahr nahm Benedikt Hoffmann 2017 bei den in den Frankfurt-Marathon integrierten Deutschen Marathon-Meisterschaften teil und erreichte in der Einzelwertung den siebten Platz, gewann allerdings mit der Mannschaft des TSG 1845 Heilbronn bestehend aus Holger Freudenberger und Markus Häcker nach 2015 und 2016 nicht erneut die Silbermedaille.
Nach Verbesserung seines zwei Jahre zuvor aufgestellten Streckenrekordes beim 50-km-Ultramarathon Rodgau im Januar 2018 folgten die durch einige heftige Regenschauer getroffenen Deutschen Marathon-Meisterschaften im Rahmen des Düsseldorf-Marathons im April 2018, bei denen Benedikt Hoffmann nach nicht optimaler Vorbereitung erstmals die Top Sieben verpasste und Zehnter wurde.
Die im weiteren Jahresverlauf ausgetragenen in den Brockenlauf integrierten Deutschen Berglauf-Meisterschaften in Ilsenburg beendete Benedikt Hoffmann auf dem sechsten Platz, die Berglauf-Weltmeisterschaften in Canillo (AND) auf dem 22. Platz.
Um sich für die Berglauf-Europameisterschaften 2019 in Zermatt (CHE) zu qualifizieren, setzte der Deutsche Leichtathletik-Verband eine Teilnahme beim Gamperney‐Berglauf in Grabs (CHE) voraus.
In Absprache mit DLV-Berglaufberater Kurt König qualifizierten sich Benedikt Hoffmann und Marcel Krieghoff jedoch stattdessen über den Lipizzanerheimat Berglauf mit integrierten Österreichischen Staatsmeisterschaften in Graden (AUT), wo Benedikt Hoffmann etwa eine Minute vor Marcel Krieghoff das Ziel erreichte.
Letztendlich von Kurt König für die Berglauf-EM nominiert wurden Anton Palzer (ohne Qualifikationsnachweis bei einem Berglauf), Maximilian Zeus, Marc Schulze (beide qualifiziert über den Gamperney-Berglauf) und Marcel Krieghoff, für die Nicht-Berücksichtigung von Benedikt Hoffmann nannte der DLV-Berglaufberater Kurt König auch auf Nachfrage keine Erklärung. Benedikt Hoffmann nahm stattdessen am Vortag der Berglauf-EM beim Zermatt-Marathon teil und gewann diesen als zweiter deutscher Sieger.
Bei den Berglauf-Weltmeisterschaften über die Langdistanz 2019 im argentinischen Villa La Angostura lief Benedikt Hoffmann auf den 21. Platz von insgesamt 88 Läufern im Ziel, zudem erreichte er mit der deutschen Mannschaft (Moritz auf der Heide 13. Platz, Florian Reichert 40. Platz) einen achten Platz von insgesamt 19 Mannschaften.
Im Juli 2020 gelang ihm ein ungewöhnlicher Weltrekord auf dem Laufband. Er lief den Marathon mit einer Neigung von 10 Prozent in 3:50:55 Stunden. Es war der schnellste Bergauf-Marathon, der jemals auf dem Laufband gelaufen wurde.
Bei den Berg- und Traillauf-Weltmeisterschaften 2023 erreichte er beim Trail Short als bester Deutscher Platz 10.

## Persönliche Bestzeiten
- 1500 m: 4:01,33 min, 11. Juni 2012, Zofingen (CHE)
- 3000 m: 8:40,37 min, 16. Juli 2014, Köngen
- 5000 m: 14:48,92 min, 21. Juli 2012, Ninove (BEL)
- 10.000 m: 32:04,74 min, 24. März 2012, Steißlingen
- 10-km-Straßenlauf: 31:01 min, 6. September 2015, Bad Liebenzell
- Halbmarathon: 1:07:29 h, 4. Oktober 2015, Köln
- Marathon: 2:20:00 h, 25. Oktober 2015, Frankfurt am Main
- 50-km-Straßenlauf: 2:54:12 h, 4. März 2017, Marburg
- 100-km-Straßenlauf: 6:48:14 h, 24. Juni 2017, Berlin

## Persönliche Erfolge
| Datum/Jahr    | Rang | Wettbewerb                          | Austragungsort | Distanz | Zeit     | Bemerkung                                        |
| ------------- | ---- | ----------------------------------- | -------------- | ------- | -------- | ------------------------------------------------ |
| 12. Sep. 2020 | 8    | Mayrhofen Ultraks                   | Mayrhofen      | 30,3 km | 02:59:36 | Mayrhofen Ultraks Zillertal Middle (2000 Hm)     |
| 22. Aug. 2020 | 1    | Der weiße Ring - Die Trailchallenge | Lech           | 14,9 km | 01:13:04 | Große Heldenwertung – verkürzte Strecke (905 Hm) |
| 29. Feb. 2020 | 1    | Marburger Lahntallauf               | Marburg        | 50 km   | 02:58:08 | 28. Marburger Lahntallauf                        |

| Datum/Jahr         | Rang | Wettbewerb                               | Austragungsort           | Distanz | Zeit     | Bemerkung                                                                |
| ------------------ | ---- | ---------------------------------------- | ------------------------ | ------- | -------- | ------------------------------------------------------------------------ |
| 16. Nov. 2019      | 21   | Berglauf-Weltmeisterschaften Langdistanz | Villa La Angostura       | 41,5 km | 03:34:58 | 16. Berglauf-Weltmeisterschaften Langdistanz (2184 Hm)                   |
| 26. Okt. 2019      | 1    | Albmarathon                              | Schwäbisch Gmünd         | 25 km   | 01:35:26 | 29. Sparkassen Alb Marathon Schwäbisch Gmünd; Rechberglauf               |
| 1. Sep. 2019       | 13   | 50-km-Straßenlauf-Weltmeisterschaften    | Brașov                   | 50 km   | 02:55:09 | 3. IAU 50 km Weltmeisterschaften                                         |
| 18. Aug. 2019      | 1    | Rheinfall-Lauf                           | Neuhausen am Rheinfall   | 21,1 km | 01:18:21 | 16. Rheinfall-Lauf                                                       |
| 4. Aug. 2019       | 1    | Glungezer Berglauf                       | Volders                  | 15,5 km | 01:42:06 | 9. Glungezer Berglauf (2120 Hm)                                          |
| 6. Juli 2019       | 1    | Zermatt-Marathon                         | St. Niklaus – Riffelberg | 42,2 km | 03:04:59 | 18. Gornergrat Zermatt Marathon (1944 Hm)                                |
| 29. Juni 2019      | 1    | Ravensburger Stadtlauf                   | Ravensburg               | 10 km   | 00:34:29 | 30. Ravensburger Stadtlauf                                               |
| 15. Juni 2019      | 1    | Stilfserjoch Marathon                    | Prad – Stilfser Joch     | 42 km   | 03:29:55 | 3. Stilfserjoch Stelvio Marathon (2475 Hm); Streckenrekord               |
| 2. Juni 2019       | 2    | Lipizzanerheimat Berglauf                | Graden (Köflach)         | 9,2 km  | 00:50:36 | 3. Int. Lipizzanerheimat Berglauf; österr. Staatsmeisterschaft (1075 Hm) |
| 19. Mai 2019       | 1    | Halbmarathon Überlingen                  | Überlingen               | 10 km   | 00:32:17 | 5. LAKE ESTATES Halbmarathon; Volksbank Überlingen Lauf                  |
| 12. Mai 2019       | 2    | Schluchseelauf                           | Schluchsee               | 18,2 km | 01:01:09 | 35. Internationaler Schluchseelauf                                       |
| 18.- 22. Apr. 2019 | 2    | BreathTakingXtreme                       | Entabeni Game Reserve    | 265 km  | 24:35:00 | Fünftägiger Etappenlauf                                                  |
| 30. März 2019      | 2    | DM 50-km-Straßenlauf                     | Grünheide                | 50 km   | 02:54:43 | XXXIX. Int. 100-km-Lauf von Grünheide/Störitz                            |
| 3. März 2019       | 1    | Luisenturmlauf                           | Borgholzhausen           | 21,1 km | 01:14:36 | 45. Int. Luisenturmlauf (550 Hm)                                         |
| 9. Feb. 2019       | 8    | Baden-Württ. Crosslauf-Meisterschaften   | Stockach                 | 9.000 m | 00:30:30 | Langstrecke 9000 m                                                       |

| Datum/Jahr    | Rang | Wettbewerb                        | Austragungsort   | Distanz    | Zeit     | Bemerkung                                                 |
| ------------- | ---- | --------------------------------- | ---------------- | ---------- | -------- | --------------------------------------------------------- |
| 31. Dez. 2018 | 2    | Silvesterlauf Tuttlingen          | Tuttlingen       | 10 km      | 00:32:07 | 7. Tuttlinger Silvesterlauf; CHIRON 10km-Lauf             |
| 9. Dez. 2018  | 1    | Stockacher Nikolauslauf           | Stockach         | 7 km       | 00:21:19 | 8. Stockacher Nikolauslauf „Stockacher Meile“             |
| 27. Okt. 2018 | 1    | Albmarathon                       | Schwäbisch Gmünd | 50 km      | 03:14:05 | 28. Sparkassen Alb Marathon Schwäbisch Gmünd              |
| 14. Okt. 2018 | 1    | Essen-Marathon                    | Essen            | 42,195 km  | 02:24:21 | 56. innogy Marathon „Rund um den Baldeneysee“             |
| 16. Sep. 2018 | 22   | Berglauf-Weltmeisterschaften      | Canillo          | 11,7 km    | 01:01:37 | 34. Berglauf-Weltmeisterschaften (1110 Hm)                |
| 1. Sep. 2018  | 6    | Deutsche Berglauf-Meisterschaften | Ilsenburg        | 11,7 km    | 01:01:37 | 48. Brockenlauf (890 Hm)                                  |
| 29. Juli 2018 | 4    | Schlickeralmlauf                  | Telfes im Stubai | 11,5 km    | 01:00:16 | 30. Int. Schlickeralmlauf (1100 Hm)                       |
| 30. Juni 2018 | 1    | Ravensburger Stadtlauf            | Ravensburg       | 10 km      | 00:34:41 | 29. Ravensburger Stadtlauf                                |
| 26. Mai 2018  | 2    | 100 km del Passatore              | Florenz – Faenza | 100 km     | 07:04:55 | 46. 100 km del Passatore (1300 Hm)                        |
| 13. Mai 2018  | 1    | Schluchseelauf                    | Schluchsee       | 18,2 km    | 01:00:24 | 34. Internationaler Schluchseelauf                        |
| 29. Apr. 2018 | 19   | Düsseldorf-Marathon               | Düsseldorf       | 42,195 km  | 02:22:54 | 16. Metro Marathon Düsseldorf; 10. Platz Marathon-DM 2018 |
| 8. Apr. 2018  | 20   | Hannover-Marathon                 | Hannover         | 21,0975 km | 01:08:36 | 28. HAJ Hannover Marathon; 18. Platz Halbmarathon-DM 2018 |
| 11. März 2018 | 1    | Frühlingslauf Schaffhausen        | Schaffhausen     | 10 km      | 00:31:58 | 27. Frühlingslauf Schaffhausen                            |
| 27. Jan. 2018 | 1    | 50-km-Ultramarathon Rodgau        | Rodgau           | 50 km      | 02:56:18 | 19. 50-km-Ultramarathon des RLT Rodgau; Streckenrekord    |

| Datum/Jahr    | Rang | Wettbewerb                        | Austragungsort       | Distanz    | Zeit     | Bemerkung                                                 |
| ------------- | ---- | --------------------------------- | -------------------- | ---------- | -------- | --------------------------------------------------------- |
| 10. Dez. 2017 | 1    | Stockacher Nikolauslauf           | Stockach             | 7 km       | 00:22:41 | 7. Stockacher Nikolauslauf „Stockacher Meile“             |
| 29. Okt. 2017 | 30   | Frankfurt-Marathon                | Frankfurt am Main    | 42,195 km  | 02:20:48 | 36. Mainova Frankfurt-Marathon; 7. Platz Marathon-DM 2017 |
| 8. Okt. 2017  | 1    | 3-Länder-Marathon                 | Lindau – Bregenz     | 21,0975 km | 01:08:50 | 11. Sparkasse 3-Länder-Marathon am Bodensee               |
| 9. Sep. 2017  | 6    | Jungfrau-Marathon                 | Interlaken           | 42,195 km  | 03:07:12 | 25. Jungfrau-Marathon (1830 Hm); Ziel Kleine Scheidegg    |
| 3. Sep. 2017  | 38   | DM 10-km-Straßenlauf              | Bad Liebenzell       | 10 km      | 00:31:41 |                                                           |
| 8. Juli 2017  | 31   | Berglauf-Europameisterschaften    | Kamnik               | 12,5 km    | 01:10:32 | 16. Berglauf-Europameisterschaften (1295 Hm)              |
| 24. Juni 2017 | 1    | DM 100-km-Straßenlauf             | Berlin               | 100 km     | 06:48:15 |                                                           |
| 10. Juni 2017 | 2    | Deutsche Berglauf-Meisterschaften | Bayerisch Eisenstein | 13,8 km    | 00:58:10 | Aberlandberglauf (760 Hm; einmalige Austragung)           |
| 14. Mai 2017  | 1    | Schluchseelauf                    | Schluchsee           | 18,2 km    | 00:59:15 | 33. Internationaler Schluchseelauf; Streckenrekord        |
| 23. Apr. 2017 | 18   | Hamburg-Marathon                  | Hamburg              | 42,195 km  | 02:20:22 | 32. Haspa Hamburg Marathon                                |
| 9. Apr. 2017  | 14   | Hannover-Marathon                 | Hannover             | 21,0975 km | 01:07:42 | 27. HAJ Hannover Marathon; 13. Platz Halbmarathon-DM 2017 |
| 4. März 2017  | 1    | Marburger Lahntallauf             | Marburg              | 50 km      | 02:54:12 | 25. Marburger Lahntallauf                                 |

| Datum/Jahr    | Rang | Wettbewerb                               | Austragungsort       | Distanz    | Zeit     | Bemerkung                                                 |
| ------------- | ---- | ---------------------------------------- | -------------------- | ---------- | -------- | --------------------------------------------------------- |
| 11. Nov. 2016 | 8    | 50-km-Straßenlauf-Weltmeisterschaften    | Doha                 | 50 km      | 03:02:38 | 2. IAU 50 km Weltmeisterschaften                          |
| 30. Okt. 2016 | 23   | Frankfurt-Marathon                       | Frankfurt am Main    | 42,195 km  | 02:21:40 | 35. Mainova Frankfurt-Marathon; 5. Platz Marathon-DM 2016 |
| 9. Okt. 2016  | 3    | München-Marathon                         | München              | 21,0975 km | 01:09:40 | 31. München Marathon                                      |
| 25. Sep. 2016 | 5    | Baden-Marathon                           | Karlsruhe            | 21,0975 km | 01:09:59 | 34. Fiducia & GAD Baden-Marathon Karlsruhe                |
| 11. Sep. 2016 | 43   | Berglauf-Weltmeisterschaften             | Saparewa Banja       | 12,7 km    | 01:10:46 | 32. Berglauf-Weltmeisterschaften (1470 Hm)                |
| 7. Aug. 2016  | 3    | Tegelberglauf                            | Schwangau            | 8 km       | 00:41:24 | 15. Tegelberglauf; Berglauf-DM 2016 (920 Hm)              |
| 23. Juli 2016 | 1    | Tote Mann Berglauf                       | Oberried             | 8 km       | 00:37:54 | 31. Int. Oberrieder Tote Mann Berglauf (750 Hm)           |
| 18. Juni 2016 | 5    | Berglauf-Weltmeisterschaften Langdistanz | Tolmin               | 42 km      | 03:50:42 | 13. Berglauf-Weltmeisterschaften Langdistanz (2800 Hm)    |
| 9. Mai 2016   | 1    | Schluchseelauf                           | Schluchsee           | 18,2 km    | 01:00:05 | 32. Internationaler Schluchseelauf                        |
| 30. Apr. 2016 | 1    | Kandel-Berglauf                          | Waldkirch            | 12,2 km    | 00:52:09 | 35. Internationaler Kandel-Berglauf (940 Hm)              |
| 3. Apr. 2016  | 1    | Freiburg-Marathon                        | Freiburg im Breisgau | 42,195 km  | 02:23:02 | 13. Freiburg Marathon; Streckenrekord                     |
| 5. März 2016  | 22   | Deutsche Crosslauf-Meisterschaften       | Herten               | 10.400 m   | 00:35:09 | Langstrecke 10.400 m                                      |
| 27. Jan. 2016 | 1    | 50-km-Ultramarathon Rodgau               | Rodgau               | 50 km      | 02:57:27 | 17. 50-km-Ultramarathon des RLT Rodgau; Streckenrekord    |

| Datum/Jahr    | Rang | Wettbewerb                             | Austragungsort         | Distanz    | Zeit     | Bemerkung                                                          |
| ------------- | ---- | -------------------------------------- | ---------------------- | ---------- | -------- | ------------------------------------------------------------------ |
| 25. Okt. 2015 | 40   | Frankfurt-Marathon                     | Frankfurt am Main      | 42,195 km  | 02:20:00 | 34. Frankfurt-Marathon; 7. Platz Marathon-DM 2015                  |
| 4. Okt. 2015  | 5    | Köln-Marathon                          | Köln                   | 21,0975 km | 01:07:29 | 19. RheinEnergie Köln Marathon                                     |
| 20. Sep. 2015 | 4    | Baden-Marathon                         | Karlsruhe              | 21,0975 km | 01:07:46 | 33. Fiducia & GAD Baden-Marathon Karlsruhe                         |
| 12. Sep. 2015 | 1    | Belchen-Berglauf                       | Schönau im Schwarzwald | 11,4 km    | 00:49:38 | 10. Belchen-Berglauf (824 Hm)                                      |
| 6. Sep. 2015  | 40   | DM 10-km-Straßenlauf                   | Bad Liebenzell         | 10 km      | 00:31:01 |                                                                    |
| 25. Juli 2015 | 1    | Tote Mann Berglauf                     | Oberried               | 8 km       | 00:37:33 | 30. Int. Oberrieder Tote Mann Berglauf (750 Hm); Streckenrekord    |
| 4. Juli 2015  | 35   | Berglauf-Europameisterschaften         | Porto Moniz            | 11,85 km   | 01:08:08 | 14. Berglauf-Europameisterschaften (1250 Hm)                       |
| 21. Juni 2015 | 10   | NRW-Gala Bottrop                       | Bottrop                | 5.000 m    | 00:14:55 | Offene NRW-Meisterschaften                                         |
| 14. Juni 2015 | 1    | Hochblauen-Berglauf                    | Müllheim               | 10,5 km    | 00:47:46 | 21. Int. Hochblauen-Berglauf (905 Hm)                              |
| 16. Mai 2015  | 6    | Hundseck-Berglauf                      | Bühlertal              | 9,5 km     | 00:41:44 | 39. Int. BGV-Hundseck-Berglauf; 4. Platz Berglauf-DM 2015 (776 Hm) |
| 9. Mai 2015   | 2    | Kandel-Berglauf                        | Waldkirch              | 12,2 km    | 00:53:03 | 34. Internationaler Kandel-Berglauf (940 Hm)                       |
| 19. Apr. 2015 | 15   | Zürich-Marathon                        | Zürich                 | 42,195 km  | 02:22:31 | 13. Zürich Marathon                                                |
| 29. März 2015 | 2    | Freiburg-Marathon                      | Freiburg im Breisgau   | 21,0975 km | 01:09:18 | 12. Freiburg Marathon                                              |
| 7. März 2015  | 16   | Deutsche Crosslauf-Meisterschaften     | Markt Indersdorf       | 10.400 m   | 00:37:07 | Langstrecke 10.400 m                                               |
| 1. Feb. 2015  | 2    | Baden-Württ. Crosslauf-Meisterschaften | Denzlingen             | 9.650 m    | 00:35:26 | Langstrecke 9650 m                                                 |

| Datum/Jahr    | Rang | Wettbewerb                   | Austragungsort       | Distanz    | Zeit     | Bemerkung                                                                    |
| ------------- | ---- | ---------------------------- | -------------------- | ---------- | -------- | ---------------------------------------------------------------------------- |
| 7. Dez. 2014  | 4    | Nikolauslauf Tübingen        | Tübingen             | 21,0975 km | 01:12:07 | 39. LBS-Nikolauslauf                                                         |
| 23. Nov. 2014 | 7    | Darmstadt-Cross              | Darmstadt            | 9.100 m    | 00:30:07 | 30. Darmstadt-Cross                                                          |
| 12. Okt. 2014 | 6    | München-Marathon             | München              | 42,195 km  | 02:25:35 | 29. München Marathon; 6. Platz Marathon-DM 2014                              |
| 28. Sep. 2014 | 14   | Hochfellnberglauf            | Bergen               | 8,9 km     | 00:46:53 | 41. Int. Adelholzener Hochfellnberglauf; 5. Platz Berglauf-DM 2014 (1074 Hm) |
| 14. Sep. 2014 | 45   | Berglauf-Weltmeisterschaften | Massa                | 11,7 km    | 01:02:05 | 30. Berglauf-Weltmeisterschaften                                             |
| 16. Juli 2014 | 4    | Abendsportfest Köngen        | Köngen               | 3.000 m    | 00:08:41 | 12. Nationales Abendsportfest und Läufermeeting Köngen                       |
| 6. Juli 2014  | 2    | Nebelhorn-Berglauf           | Oberstdorf           | 10,5 km    | 01:02:19 | 15. Int. Nebelhorn Berglauf (1405 Hm)                                        |
| 28. Juni 2014 | 3    | Baden-Württ. Meisterschaften | Heilbronn            | 5.000 m    | 00:15:01 |                                                                              |
| 28. Mai 2014  | 51   | Mini-Internationales         | Koblenz              | 5.000 m    | 00:14:51 | 32. Mini-Internationales Koblenz                                             |
| 18. Mai 2014  | 34   | Läufermeeting Pliezhausen    | Pliezhausen          | 3.000 m    | 00:08:56 | 24. Internationales Läufermeeting Pliezhausen                                |
| 6. Apr. 2014  | 15   | Freiburg-Marathon            | Freiburg im Breisgau | 21,0975 km | 01:08:33 | 11. Freiburg Marathon; 15. Platz Halbmarathon-DM 2014                        |

| Datum/Jahr    | Rang | Wettbewerb                     | Austragungsort    | Distanz   | Zeit     | Bemerkung                                                                    |
| ------------- | ---- | ------------------------------ | ----------------- | --------- | -------- | ---------------------------------------------------------------------------- |
| 27. Okt. 2013 | 42   | Frankfurt-Marathon             | Frankfurt am Main | 42,195 km | 02:23:59 | 32. BMW Frankfurt-Marathon                                                   |
| 29. Sep. 2013 | 10   | Hochfellnberglauf              | Bergen            | 8,9 km    | 00:46:03 | 40. Int. Adelholzener Hochfellnberglauf; 3. Platz Berglauf-DM 2013 (1074 Hm) |
| 21. Sep. 2013 | 21   | DM 10-km-Straßenlauf           | Bobingen          | 10 km     | 00:31:21 |                                                                              |
| 6. Juli 2013  | 12   | Berglauf-Europameisterschaften | Borowez           | 11,8 km   | 00:59:47 | 12. Berglauf-Europameisterschaften (1150 Hm)                                 |
| 2. Juni 2013  | 15   | Montée du Grand Ballon         | Willer-sur-Thur   | 13,2 km   | 01:04:39 | 33. Montée du Grand Ballon (1240 Hm)                                         |
| 15. Mai 2013  | 48   | Mini-Internationales           | Koblenz           | 5.000 m   | 00:14:53 | 31. Mini-Internationales Koblenz                                             |

| Datum/Jahr    | Rang | Wettbewerb                                | Austragungsort       | Distanz    | Zeit     | Bemerkung                                                    |
| ------------- | ---- | ----------------------------------------- | -------------------- | ---------- | -------- | ------------------------------------------------------------ |
| 14. Okt. 2012 | 3    | München-Marathon                          | München              | 42,195 km  | 02:22:22 | 27. München Marathon; 3. Platz Marathon-DM 2012              |
| 7. Okt. 2012  | 2    | Brandenkopf-Berglauf                      | Zell am Harmersbach  | 9,5 km     | 00:42:43 | 12. Brandenkopf-Berglauf; 2. Platz Berglauf-DM 2012 (770 Hm) |
| 23. Sep. 2012 | 10   | Baden-Marathon                            | Karlsruhe            | 21,0975 km | 01:08:55 | 30. Fiducia Baden-Marathon Karlsruhe                         |
| 16. Sep. 2012 | 38   | DM 10-km-Straßenlauf                      | Nagold               | 10 km      | 00:31:50 |                                                              |
| 28. Juli 2012 | 2    | Tote Mann Berglauf                        | Oberried             | 8 km       | 00:37:01 | 27. Int. Oberrieder Tote Mann Berglauf (750 Hm)              |
| 21. Juli 2012 | 16   | Memorial Rasschaert                       | Ninove               | 5.000 m    | 00:14:49 | 22. Memorial Geert Rasschaert                                |
| 9. Juni 2012  | 2    | Baden-Württ. Meisterschaften              | Böblingen            | 5.000 m    | 00:15:14 |                                                              |
| 6. Mai 2012   | 1    | Gutenberg-Marathon                        | Mainz                | 21,0975 km | 01:09:21 | 13. Novo Nordisk Gutenberg-Marathon                          |
| 1. Apr. 2012  | 2    | Freiburg-Marathon                         | Freiburg im Breisgau | 21,0975 km | 01:09:56 | 9. Freiburg Marathon                                         |
| 24. März 2012 | 3    | Baden-Württ. Langstrecken-Meisterschaften | Steißlingen          | 10.000 m   | 00:32:05 |                                                              |

| Datum/Jahr    | Rang | Wettbewerb                   | Austragungsort | Distanz    | Zeit     | Bemerkung                                             |
| ------------- | ---- | ---------------------------- | -------------- | ---------- | -------- | ----------------------------------------------------- |
| 2. Okt. 2011  | 5    | Köln-Marathon                | Köln           | 21,0975 km | 01:09:22 | 14. RheinEnergie Köln Marathon                        |
| 10. Sep. 2011 | 59   | DM 10-km-Straßenlauf         | Oelde          | 10 km      | 00:32:22 |                                                       |
| 20. Juli 2011 | 4    | Abendsportfest Köngen        | Köngen         | 3.000 m    | 00:08:45 | 9. Nationales Abendsportfest und Läufermeeting Köngen |
| 19. Juni 2011 | 3    | Baden-Württ. Meisterschaften | Oberkirch      | 5.000 m    | 00:15:16 |                                                       |

| Datum/Jahr    | Rang | Wettbewerb         | Austragungsort    | Distanz    | Zeit     | Bemerkung                          |
| ------------- | ---- | ------------------ | ----------------- | ---------- | -------- | ---------------------------------- |
| 22. Nov. 2010 | 32   | Basler Stadtlauf   | Basel             | 10 km      | 00:32:26 | 28. Basler Stadtlauf               |
| 31. Okt. 2010 | 47   | Frankfurt-Marathon | Frankfurt am Main | 42,195 km  | 02:28:31 | 29. Commerzbank Frankfurt-Marathon |
| 10. Okt. 2010 | 6    | München-Marathon   | München           | 21,0975 km | 01:11:27 | 25. München Marathon               |

| Datum/Jahr    | Rang | Wettbewerb           | Austragungsort       | Zeit     | Bemerkung                                                                                          |
| ------------- | ---- | -------------------- | -------------------- | -------- | -------------------------------------------------------------------------------------------------- |
| 15. Aug. 2010 | 26   | Ironman 70.3 Germany | Wiesbaden            | 04:37:05 | Ironman 70.3 European Championship; Dritter der Altersklasse 25–29                                 |
| 23. Aug. 2009 | 14   | Breisgau Triathlon   | Malterdingen         | 04:17:04 | 19. Internationaler Breisgau Triathlon                                                             |
| 12. Juli 2009 | 4    | Freiburger Triathlon | Freiburg im Breisgau | 01:48:20 | 14. Freiburger Kurztriathlon; olympische Distanz (1,5 km Schwimmen, 40 km Radfahren, 10 km Laufen) |
| 13. Juli 2008 | 2    | Freiburger Triathlon | Freiburg im Breisgau | 01:51:03 | 13. Freiburger Kurztriathlon; olympische Distanz (1,5 km Schwimmen, 40 km Radfahren, 10 km Laufen) |